# Samuel Rondière
Samuel Rondière est un réalisateur français né en 1979.

## Filmographie

### Court métrage
- 2010 : Tandis qu'en bas des hommes en armes[1]

### Long métrage
- 2013 : La Braconne